# Hermandad del Silencio (Sevilla)
La Hermandad de El Silencio es una cofradía católica de Sevilla, Andalucía, España. Tiene su sede canónica en la iglesia de San Antonio Abad.
Hace estación de penitencia durante la madrugada del Viernes Santo. Su nombre oficial es Primitiva Hermandad de los Nazarenos de Sevilla, Archicofradía Pontificia y Real Hermandad de Nuestro Padre Jesús Nazareno, Santa Cruz en Jerusalén y María Santísima de la Concepción.

## Historia

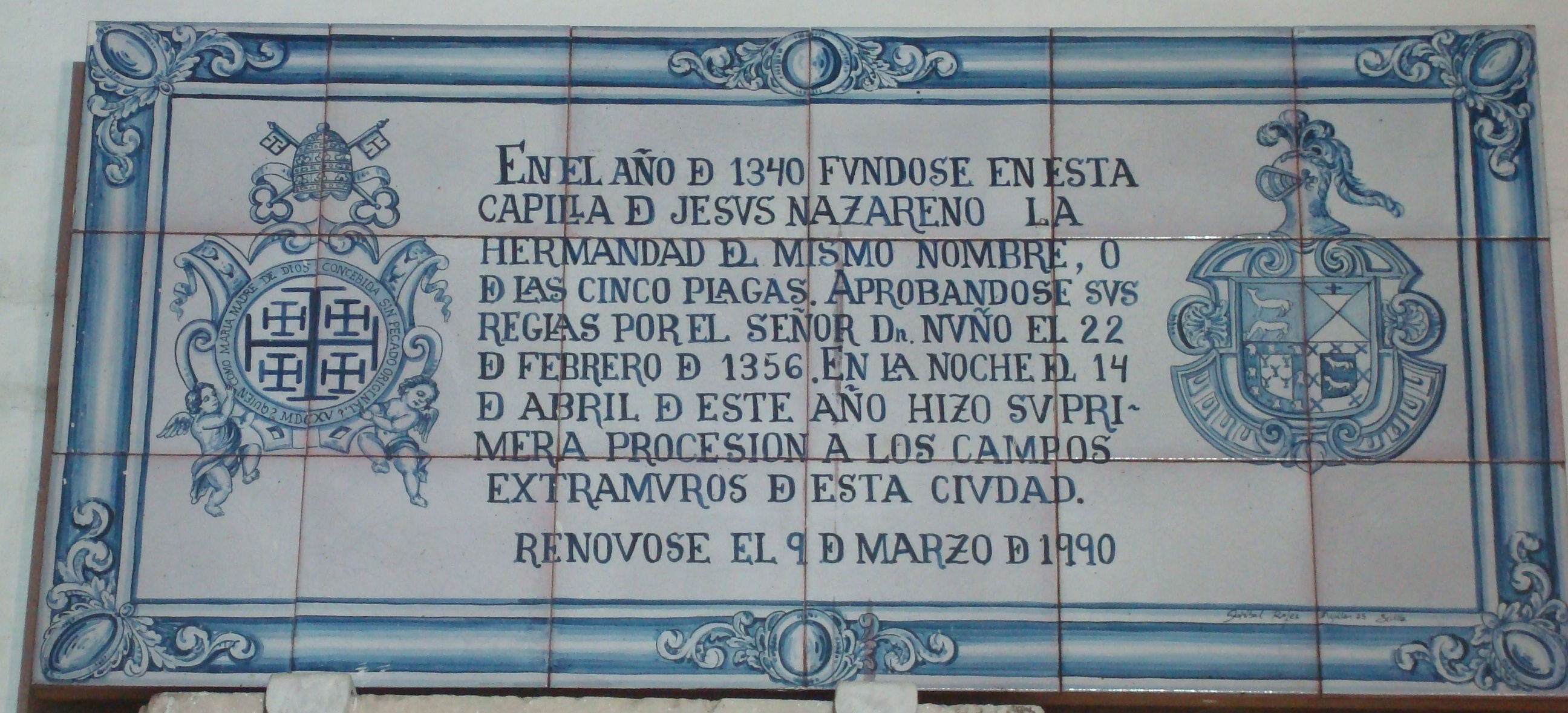
Placa en la iglesia de Omnium Sanctorum sobre la fundación de la hermandad.

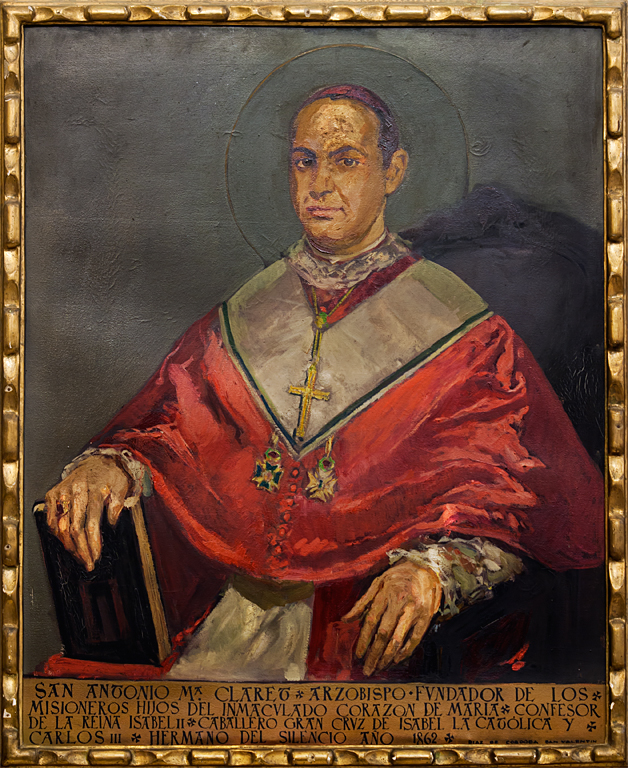
Retrato de San Antonio María Claret, arzobispo fundador de los Misioneros Hijos del Inmaculado Corazón de María. Fue hermano de la Cofradía del Silencio. Año 1862

La fundación de esta hermandad tuvo lugar en la parroquia de Omnium Sanctorum, durante la Cuaresma de 1340, por vecinos del barrio de Feria para glorificar a Cristo llevando la cruz. Sus titulares eran Jesús Nazareno y a la Virgen Santa María con San Juan Evangelista. Estudios de los historiadores de la Universidad de Sevilla, indican que esto no es posible, ya que en esta fecha la iglesia estaba en obras. Y estaba cerrada al público. Luego los datos que se indican en la placa no serían ciertos ni demostrables en la actualidad. Los primeros datos de la hermandad demostrables son a partir de 1564.
Sus primeras reglas fueron aprobadas por Nuño de Fuente, arzobispo de Sevilla, el 22 de febrero de 1356, prescribiéndose en ellas la procesión de penitencia en la madrugada del Viernes Santo, la entrega de dotes a doncellas pobres y el socorro a los necesitados. Su primera procesión, efectuada en 1356, no tuvo como destino la catedral, sino una capilla que la hermandad tenía en la Ronda Histórica (calle Resolana), junto a la puerta de la Macarena.
Después de su fundación tuvo varias sedes (ermita de San Antón, Hospital de las Cinco Llagas y Hospital de la Santa Cruz en Jerusalén) hasta que en 1572 se estableció en el convento de San Antonio Abad y construye su capilla propia. Entre sus hermanos han figurado reyes de España y un santo de la Iglesia, San Antonio María de Claret, que lo fue en 1862.
En el año de 1615 la hermandad hizo voto para creer, confesar y defender hasta dar la vida, el misterio de la Inmaculada Concepción de la Santísima Virgen María, acordado en cabildo general celebrado el 29 de septiembre de ese año. Por esto, en la comitiva del paso de palio hay un nazareno que porta una espada junto a otro con una bandera blanca y un tercero con un cirio votivo que recuerdan el voto de defensa de dicho dogma .
Félix González de León la destacaba en 1854: "De todas las cofradías de Sevilla, es la que ha estado durante más tiempo saliendo ininterrumpidamente el mismo día y a la misma hora. Si las cofradías cuentan las veces que han salido, ésta del Silencio cuenta las que no ha salido". José María Blanco White dijo en 1820 que sentía desinterés por la Semana Santa y sus cofradías con una sola excepción: "Ninguna vale la pena, salvo la que tiene el privilegio de salir en la Madrugada".
Fue una de las hermandades convocadas al Vía Crucis de la Fe de Sevilla, que se celebró el 17 de febrero de 2013. Su cruz de guía (titular de la hermandad) fue empleada para el rezo de las estaciones.

## Jesús Nazareno

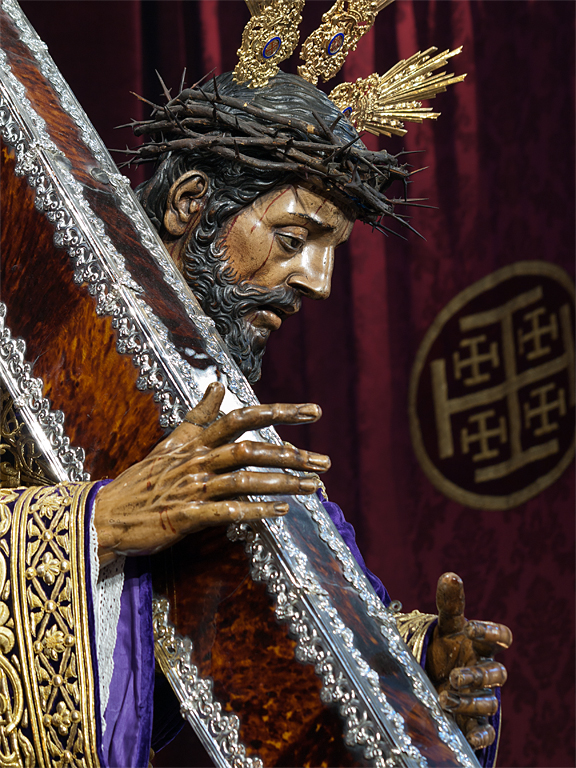
La imagen representa a Jesús en el momento de abrazar la Cruz

El primer paso representa a Jesús con la cruz al hombro, en posición inversa a la habitual. La imagen de Jesús Nazareno, totalmente anatomizada, es de madera de cedro, con encarnadura con la técnica del pulimento, y está en posesión de la Hermandad desde principios del siglo XVII. Se trata de una obra de estilo manierista. La imagen es de autor desconocido, ha sido atribuida tradicionalmente a Francisco de Ocampo aunque las últimas corrientes se inclinan por atribuirla al escultor Gaspar de la Cueva, discípulo de Martínez Montañés. Fue realizada en 1609 y restaurada en 1784, 1912, 1942 y 1978. 
El hecho de que lleve la cruz en posición inversa a la de los otros Nazarenos sevillanos es una prueba de antigüedad, pues así era como se interpretaba el hecho por los artistas del Renacimiento. Esto fue divulgado en la escuela sevillana por grabados de cuadros europeos, especialmente del cuadro El Pasmo de Sicilia de Rafael Sanzio.[cita requerida]
La  cruz es de madera de teca, revestida de planchas de carey con cantoneras de plata labrada, obra del siglo XVII. La hermandad posee esta cruz desde el primer tercio del siglo XVII. Fue donada por Juan Leonel Gómez de Cervantes y Carvajal y por Juan de Cervantes y Casaús, residentes en Nueva España (actual México).
El paso del Nazareno es de estilo barroco, dorado, iluminado por cuatro faroles en plata de ley, del siglo XVII, enriquecido con ángeles querubines de 1902. Tiene a ambos lados ángeles ceriferarios, de 1726, con potencias en oro de ley, y túnica bordada en oro.

## Virgen de la Concepción

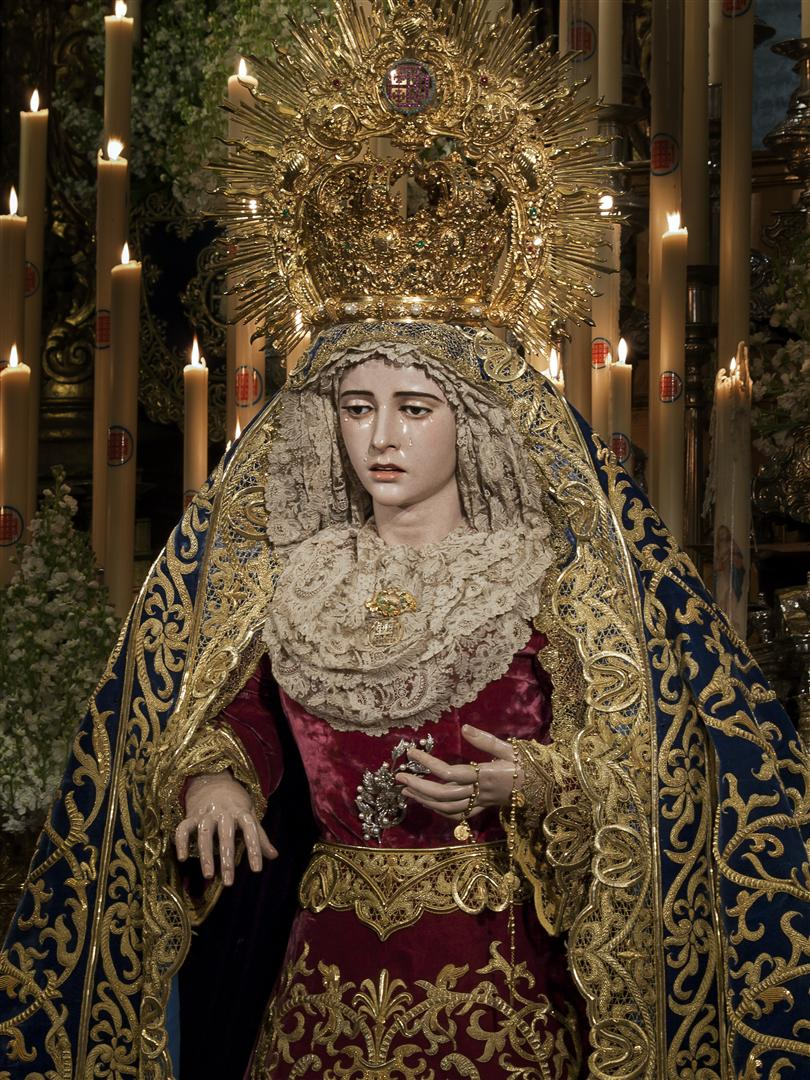
María Santísima de la Concepción.

El paso de palio muestra a una Virgen dolorosa bajo la advocación de la Concepción acompañada por el apóstol Juan. El San Juan Evangelista fue totalmente restaurado en el año 2000.
La imagen de la Virgen de la Concepción es obra del escultor del siglo XX Sebastián Santos Rojas. Fue adquirida por la Hermandad en 1954 para sustituir a otra muy antigua, con mascarilla de Cristóbal Ramos, que había sufrido graves deterioros con el paso del tiempo. Fue bendecida ese mismo año por el canónigo de la catedral de Sevilla José Sebastián y Bandarán. Durante el mes de noviembre de 2009 fue restaurada por el profesor Enrique Gutiérrez Carrasquilla, consistiendo dicha intervención en una limpieza de la policromía de la imagen. 
Durante su procesión, luce vestiduras de terciopelo de seda bordadas en oro, que también está presente en el techo de palio y en los faldones. Fueron confeccionadas en los talleres de Hijos de Miguel Olmo, estrenadas entre 1919 y 1922.
Los bordados pertenecen al estilo barroco con aditamentos de motivos mudéjares. Los dibujos fueron originales de la hermana de la archicofradía, Herminia Álvarez Udell. Han sido restaurados y pasados a nuevos terciopelos por Talleres Santa Bárbara entre 1997 y el 2000.
El paso de palio tiene orfebrería en plata de ley realizada por Cayetano González, con partes doradas e incrustaciones de piedras de cristal de Bohemia. La peana es del siglo XVII. La Virgen luce corona de plata dorada. El palio tiene crestería en plata de ley (inspirada en la basílica de San Marcos de Venecia), el techo en terciopelo celeste está bordado en plata y el manto de terciopelo celeste está bordado en oro.
El paso de palio lleva exclusivamente en su exorno floral flores de azahar, que se reparten entre los fieles en la tradicional "Misa del azahar" el Domingo de Resurrección .

## Estación de Penitencia
La Hermandad del Silencio realiza su salida procesional en la madrugada del Viernes Santo con dos pasos.

### Recorrido
Para la Semana Santa del año 2023, la Hermandad tenía su salida programada a las 1h de la madrugada, realizando el siguiente itinerario desde San Antonio Abad: El Silencio, Alfonso XII, plaza del Duque de la Victoria, CARRERA OFICIAL, Cardenal Carlos Amigo, Alemanes, Álvarez Quintero, Argote de Molina, Placentines, Francos, Villegas, plaza del Salvador, Cuna, Orfila, plaza Fernando de Herrera, Daoiz, García Tassara, Amor de Dios, San Miguel, Jesús del Gran Poder, plaza del Duque de la Victoria (lado oeste), Alfonso XII y El Silencio. La entrada del palio es a las 6:05h de la madrugada.

### Túnicas
Los nazarenos visten túnica de ruan o percalina negra de cola con el escudo de la hermandad en el lado izquierdo del pecho.

## Música
El acompañamiento musical de los pasos es de música de capilla.
- Saetas del Silencio (Francisco de Paula Solís, siglo XVII), para Capilla Musical.

## Galería

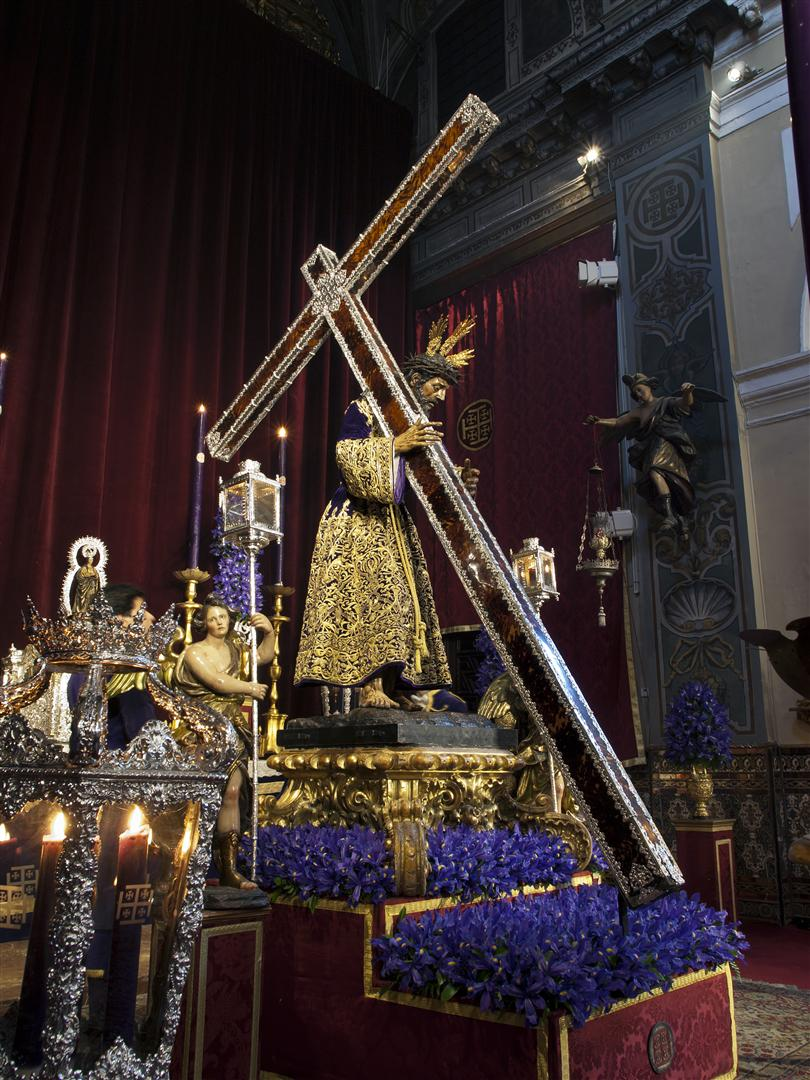
Jesús Nazareno en un besapié.
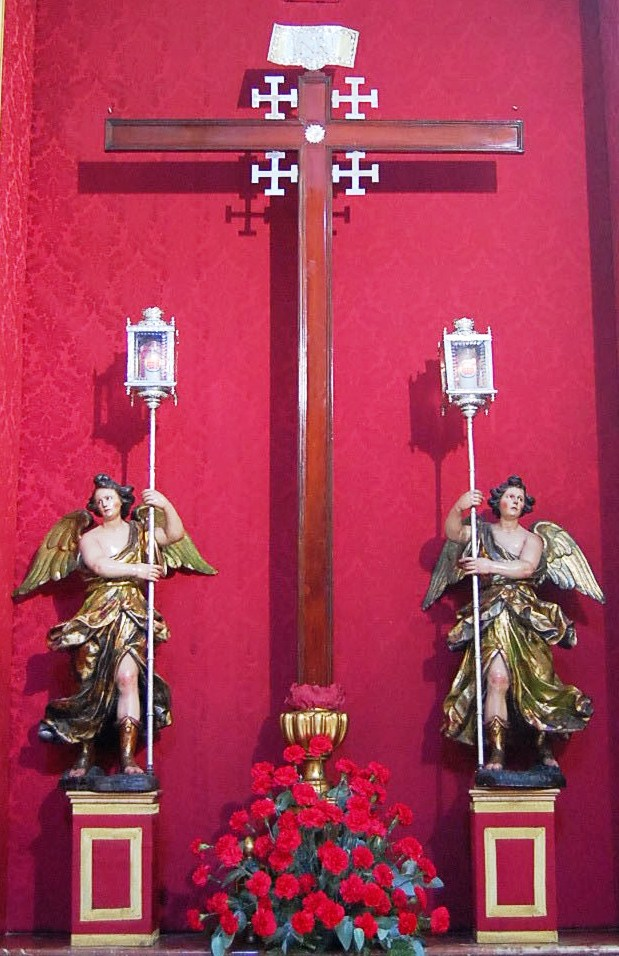
La Cruz de Jerusalén es uno de los titulares de la hermandad

## Paso por la carrera oficial
| Predecesor: Pasión (Jueves Santo) | Orden de entrada en la carrera oficial (La Madrugá) 1.er lugar | Sucesor: El Gran Poder |